# Каштел Сућурац
Каштел Сућурац је насељено место и седиште града Каштеле, Сплитско-далматинска жупанија, Република Хрватска.

## Историја
До територијалне реорганизације у Хрватској налазио се у саставу старе општине Каштела.

## Становништво
На попису становништва 2011. године, Каштел Сућурац је имао 6.829 становника.
| Број становника по пописима | Број становника по пописима | Број становника по пописима | Број становника по пописима | Број становника по пописима | Број становника по пописима | Број становника по пописима | Број становника по пописима | Број становника по пописима | Број становника по пописима | Број становника по пописима | Број становника по пописима | Број становника по пописима | Број становника по пописима | Број становника по пописима | Број становника по пописима |
| --------------------------- | --------------------------- | --------------------------- | --------------------------- | --------------------------- | --------------------------- | --------------------------- | --------------------------- | --------------------------- | --------------------------- | --------------------------- | --------------------------- | --------------------------- | --------------------------- | --------------------------- | --------------------------- |
| 1857                        | 1869                        | 1880                        | 1890                        | 1900                        | 1910                        | 1921                        | 1931                        | 1948                        | 1953                        | 1961                        | 1971                        | 1981                        | 1991                        | 2001                        | 2011                        |
| 896                         | 1.130                       | 1.239                       | 1.427                       | 1.584                       | 1.581                       | 1.860                       | 2.436                       | 2.831                       | 2.979                       | 3.961                       | 5.320                       | 5.493                       | 5.825                       | 6.236                       | 6.829                       |

Напомена: Исказује се као самостално насеље од 1981. настало издвајањем дела насеља Сплит (град Сплит), у самостално насеље. До 1931. такође је исказивано као самостално насеље. У 1991. смањено је за део подручја који је припојен насељу Каштел Гомилица, за који и садржи податке од 1857. до 1961. Од 1948. до 1971. исказивано је насеље као део насеља Сплит (град Сплит).

### Попис1991.
На попису становништва 1991. године, насељено место Каштел Сућурац је имало 5.825 становника, следећег националног састава:
| Попис 1991.‍   | Попис 1991.‍  | Попис 1991.‍ | Попис 1991.‍ | Попис 1991.‍ |
| ------------- | ------------ | ----------- | ----------- | ----------- |
|               |              |             |             |             |
| Хрвати        | Хрвати       |             | 5.293       | 90,86%      |
| Срби          | Срби         |             | 295         | 5,06%       |
| Муслимани     | Муслимани    |             | 57          | 0,97%       |
| Југословени   | Југословени  |             | 27          | 0,46%       |
| Словенци      | Словенци     |             | 14          | 0,24%       |
| Црногорци     | Црногорци    |             | 14          | 0,24%       |
| Албанци       | Албанци      |             | 10          | 0,17%       |
| Македонци     | Македонци    |             | 4           | 0,06%       |
| Мађари        | Мађари       |             | 2           | 0,03%       |
| Немци         | Немци        |             | 2           | 0,03%       |
| Руси          | Руси         |             | 2           | 0,03%       |
| Чеси          | Чеси         |             | 2           | 0,03%       |
| Аустријанци   | Аустријанци  |             | 1           | 0,01%       |
| Пољаци        | Пољаци       |             | 1           | 0,01%       |
| Румуни        | Румуни       |             | 1           | 0,01%       |
| Украјинци     | Украјинци    |             | 1           | 0,01%       |
| неопредељени  | неопредељени |             | 71          | 1,21%       |
| регион. опр.  | регион. опр. |             | 5           | 0,08%       |
| непознато     | непознато    |             | 23          | 0,39%       |
| укупно: 5.825 |              |             |             |             |